# Second Round’s on Me
Second Round’s on Me (englisch für Die zweite Runde geht auf mich) ist das zweite Soloalbum des US-amerikanischen Rappers Obie Trice. Es erschien am 15. August 2006 über Eminems Label Shady Records und Interscope.

## Produktion und Samples
Das Album wurde hauptsächlich von Obie Trices Entdecker Eminem, der auch als Ausführender Produzent fungierte, produziert. Er schuf in Zusammenarbeit mit Luis Resto die Beats zu den Liedern Wake Up, Violent, Lay Down, Ballad of Obie Trice, Jamaican Girl, Kill Me a Mutha, There They Go und Everywhere I Go. Beim Song Out of State stand ihm Swinga zur Seite und Trey unterstützte Eminem beim Beat von All of My Life. J. R. Rotem steuerte die Produktionen zu Ghetto, Mama, 24's und Obie Story bei, während Emile das Lied Wanna Know produzierte. Der Rapper und Produzent Akon schuf den Beat von Snitch und die Produktion zu Cry Now stammt von Witt & Pep.
Der Song Cry Now enthält ein Sample des Stücks Blind Man der Bobby Blue Band.

## Covergestaltung
Das Albumcover ist in Brauntönen gehalten und zeigt Obie Trices Gesicht mit Sonnenbrille. Im rechten Teil des Bildes stehen in einem Symbol die Schriftzüge Obie Trice und Second Round’s on Me.

## Gastbeiträge
Auf sieben Titeln des Albums treten neben Obie Trice andere Künstler in Erscheinung. Der Rapper und Sänger Akon ist beim Song Snitch vertreten, während das R&B-Duo Brick & Lace auf Jamaican Girl zu hören ist. Nate Dogg unterstützt Obie Trice bei All of My Life und Labelkollege 50 Cent rappt einen Vers auf Everywhere I Go. An den Titeln Ghetto und Mama ist der R&B-Sänger Trey Songz beteiligt und There They Go ist eine Kollaboration mit den Detroiter Rappern Eminem, Trick-Trick und Big Herk.

## Titelliste
| #  | Titel                | Gastbeiträge                     | Produzent             | Länge |
| -- | -------------------- | -------------------------------- | --------------------- | ----- |
| 1  | Intro                |                                  |                       | 0:37  |
| 2  | Wake Up              |                                  | Eminem und Luis Resto | 2:51  |
| 3  | Violent              |                                  | Eminem und Luis Resto | 4:04  |
| 4  | Wanna Know           |                                  | Emile                 | 4:03  |
| 5  | Lay Down             |                                  | Eminem und Luis Resto | 2:54  |
| 6  | Snitch               | Akon                             | Akon                  | 4:01  |
| 7  | Cry Now              |                                  | Witt & Pep            | 3:59  |
| 8  | Ballad of Obie Trice |                                  | Eminem und Luis Resto | 2:54  |
| 9  | Jamaican Girl        | Brick & Lace                     | Eminem und Luis Resto | 3:38  |
| 10 | Kill Me a Mutha      |                                  | Eminem und Luis Resto | 3:21  |
| 11 | Out of State         |                                  | Swinga und Eminem     | 2:30  |
| 12 | All of My Life       | Nate Dogg                        | Trell und Eminem      | 4:15  |
| 13 | Ghetto               | Trey Songz                       | J. R. Rotem           | 4:20  |
| 14 | There They Go        | Big Herk, Eminem und Trick-Trick | Eminem und Luis Resto | 3:49  |
| 15 | Mama                 | Trey Songz                       | J. R. Rotem           | 4:09  |
| 16 | 24's                 |                                  | J. R. Rotem           | 3:18  |
| 17 | Everywhere I Go      | 50 Cent                          | Eminem und Luis Resto | 3:41  |
| 18 | Obie Story           |                                  | J. R. Rotem           | 3:55  |

## Chartplatzierungen
Second Round’s on Me konnte nicht ganz an die Erfolge des Vorgängers anknüpfen und verpasste den Einstieg in die deutschen Top 100. In den USA stieg das Album auf Platz 8 ein und hielt sich acht Wochen in den Charts.

## Singles
Als Singles wurden die Songs Snitch, Cry Now und Jamaican Girl ausgekoppelt, die sich alle nicht in den deutschen Charts platzieren konnten.

## Rezeption
Second Round’s on Me wurde von Kritikern überwiegend durchschnittlich bewertet. Die Seite Metacritic errechnete aus neun Kritiken englischsprachiger Medien einen Schnitt von 48 %.
Valerie Timm von laut.de bewertete das Album mit vier von möglichen fünf Punkten. Es sei „insgesamt sehr düster und nachdenklich ausgefallen.“ So verarbeite der Rapper darauf „den Verlust seines Shady Records-Kollegen Proof im April 2006 sowie ein Drive-by-Shooting am Silvestertag 2005.“ Die Single Snitch wird als „typischer Ohrwurm“ bezeichnet und Wanna Know sei ein weiteres „Highlight“ des Albums. Die Produktion wird ebenfalls positiv hervorgehoben, „zum ultimativen Klassiker“ fehle jedoch „der letzte Schliff.“